# Daniel Mikolajczyk
Daniel Mikolajczyk (né le 18 août 1951 à Digoin) est un athlète français, spécialiste du lancer du marteau.

## Biographie
Il est sacré champion de France du lancer du marteau en 1974 à Nice, avec la marque de 66,00 m.
Son record personnel au lancer du marteau est de 69,34 m (1974).